# Jeux-lès-Bard
Jeux-lès-Bard település Franciaországban, Côte-d’Or megyében. Lakosainak száma 53 fő (2022. január 1.). Jeux-lès-Bard Athie, Torcy-et-Pouligny, Bard-lès-Époisses, Corsaint és Genay községekkel határos.

## Népesség
A település népességének változása:
| Lakosok száma | 57   | 35   | 42   | 45   | 52   | 52   | 52   | 51   | 52   | 53   |
|               | 1968 | 1982 | 1990 | 2006 | 2013 | 2015 | 2017 | 2019 | 2020 | 2022 |